# تشارلز ميلز
تشارلز ميلز (1816 - )  (بالإنجليزية: Charles Mills)‏ هو لاعب كريكت بريطاني.